# 피츠버그 몰러스
| 피츠버그 몰러스 |                                 |
| 콘퍼런스        | 동부 콘퍼런스                   |
| 디비전          | 애틀랜틱 디비전                 |
| 설립연도        | 1983년                          |
| 해체연도        | 1984년                          |
| 역사            | 피츠버그 몰러스 (1983년~1984년) |
| 경기장          | 스리 리버스 스타디움            |
| 연고지          | 펜실베이니아주 피츠버그         |
| 상징색          | 보라, 르네상스 레드, 회색, 하양 |
| 구단주          | 에드워드 J. 드 바르톨로 시니어  |
| 감독            | 행크 불로프 (마지막 감독)       |
| 리그 우승       | -                               |
| 콘퍼런스 우승   | -                               |
| 디비전 우승     | -                               |

피츠버그 몰러스(Pittsburgh Maulers)는 1983년부터 1984년까지 펜실베이니아주 피츠버그을 연고지로 하는 USFL의 동부 콘퍼런스 애틀릭 디비전 소속 미식 축구팀이다.

## 역대 홈경기장
| 경기장               | 사용기간      | 수용인원 | 장소                    | 비고 |
| -------------------- | ------------- | -------- | ----------------------- | ---- |
| 피츠버그 몰러스      |               |          |                         |      |
| 스리 리버스 스타디움 | 1983년~1984년 | 59,000명 | 펜실베이니아주 피츠버그 | 빈칸 |